# Cammell Laird

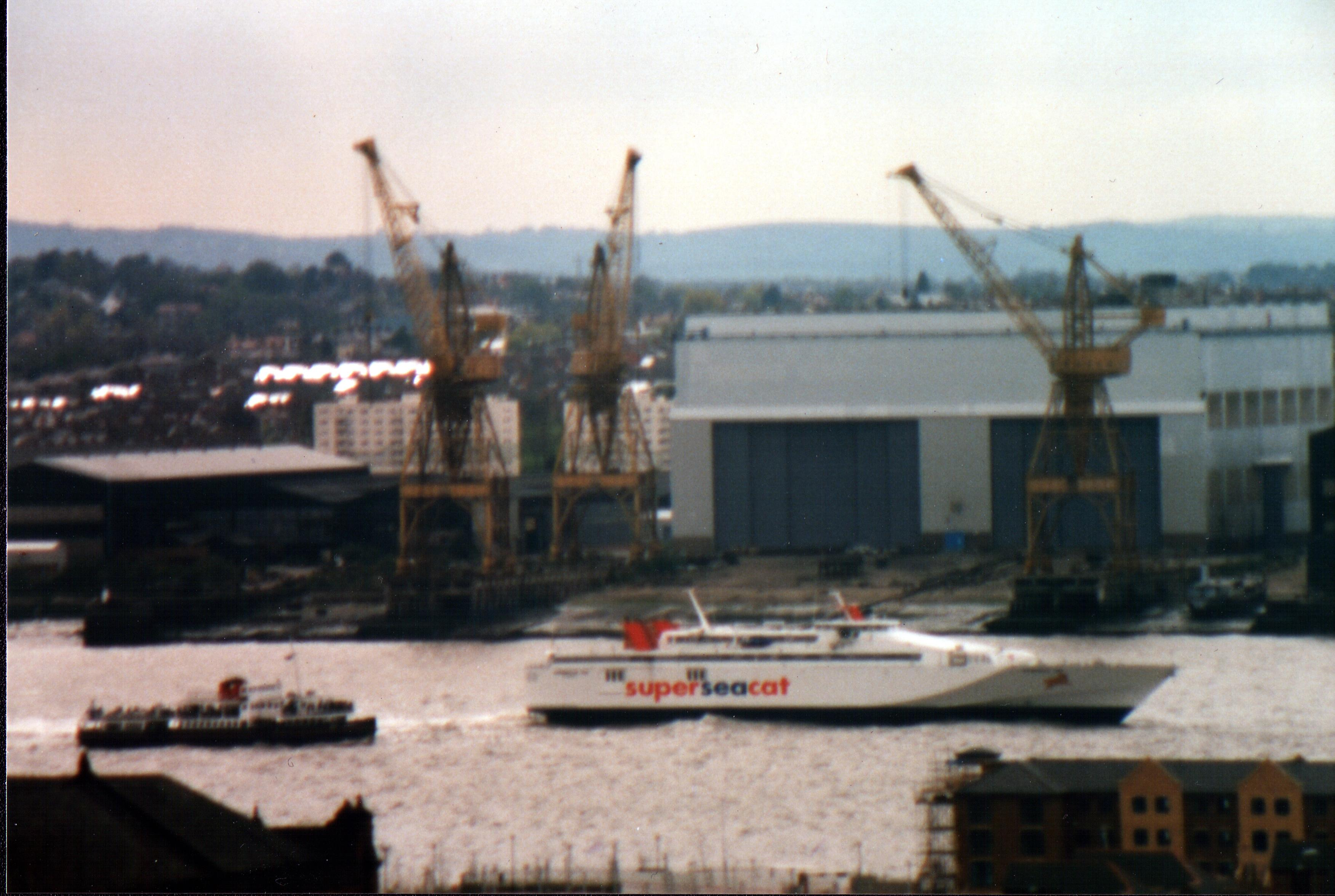
Суднобудівна верф компанії Cammell Laird

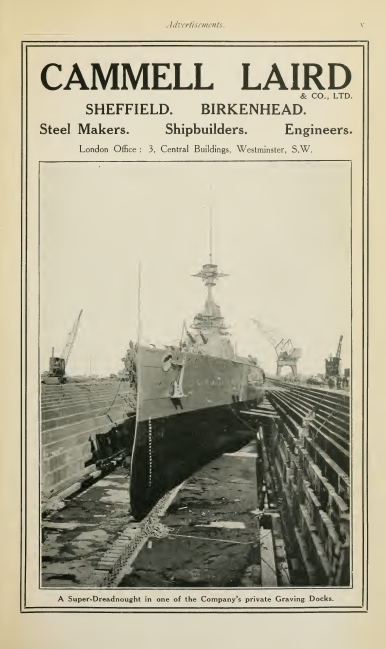
Рекламна листівка компанії Кеммел Лейерд. 1915

Кеммел Лейерд (англ. Cammell Laird) — британська суднобудівна компанія, яка розташовувана в містечку Беркенгед, у графстві Мерсісайд. Компанія була заснована у 1828 році. Сучасну назву отримала в 1903 році в результаті злиття компанії Laird, Son & Co з Беркенгеда з Шеффілдською компанією Johnson Cammell & Co. До 1929 року компанія також займалася виробленням спеціалізованого обладнання для залізничного транспорту, поки це виробництво не відокремилося і не була утворена самостійна компанія Metropolitan-Cammell Carriage and Wagon Company.